# 彼得里夫卡 (克雷門丘克區)
49°28′57″N 33°33′39″E / 49.48250°N 33.56083°E
彼得里夫卡（烏克蘭語：Петрівка）是位於烏克蘭中部的村莊，由波爾塔瓦州克雷門丘克區的赫洛貝內市鎮負責管轄。該村處於霍羅爾河右岸，分別距離伊瓦諾韋謝利謝1.5公里和圖爾巴伊4公里，面積3.9平方公里，海拔高度98米，2001年人口738。